# Kaple Čtrnácti svatých pomocníků (Březová nad Svitavou)
Kaple Čtrnácti svatých pomocníků, někdy uváděná jako filiální kostel Čtrnácti svatých pomocníků, je římskokatolická kaple v obci Březová nad Svitavou. Vlastníkem kaple je farnost Březová nad Svitavou. Kaple je chráněna jako kulturní památka České republiky.

## Historie
Kaple z roku 1710 je na jižním okraji obce při silnici, upravována byla roku 1757.

## Architektura
Pozdně barokní stavba s průčelím zdobeným výklenky se sochami srdce Panny Marie a Piety z doby kolem roku 1740, Boha Otce s mrtvým Kristem z doby kolem poloviny 18. století a sv. Josefa z druhé poloviny 18. století. V interiéru je ikonograficky výjimečná výzdoba.

## Bohoslužby
Pravidelné bohoslužby se v kapli nekonají.